# 洛克利角
洛克利角（英語：Lockley Point）是南極洲的海岬，位於帕默群島的溫克島西北部，處於諾布爾峰東北面2公里，在1898年由比利時探險隊發現，現時由南極條約體系管理。